# Baby (песня Джастина Бибера)
«Baby» — песня канадского певца Джастина Бибера. Вышла как лид-сингл (сингл, предшествующий альбому) с выходившего 23 марта 2010 года первого долгоиграющего альбома Бибера My World 2.0.
Песня была написана Джастином Бибером в соавторстве с Трики Стюартом и Териусом Нэшем, известным как The-Dream, (оба из которых работали с Бибером над песней «One Time»), а также с Кристиной Милиан и Лудакрисом.
Песня стала доступна для платной цифровой скачки 18 января 2010 года. Немедленно после релиза её стали играть на радио, хотя официальная ротация началась на радиостанциях форматов Top 40 и Rhythmic contemporary 26 января.
Клип на эту песню был самым популярным на YouTube до тех пор, пока Gangnam Style не обогнал его по числу просмотров.

## Список композиций
| - «Baby» — США, цифровой сингл 1. «Baby» (featuring Ludacris) — 3:34 - «Baby (Chipmunk Remix)» [feat. Chipmunk] — Великобритания, цифровой сингл 1. «Baby» (Chipmunk Remix) (featuring Chipmunk) — 3:41 | - «Baby» — Австралия, цифровой сингл 1. «Baby» (featuring Ludacris) — 3:36 2. «Baby» (music video) — 3:39 |

## Чарты и сертификации
| Чарт (2010)                                 | Наив. поз. |
| ------------------------------------------- | ---------- |
| Австралия (ARIA)                            | 3          |
| Австрия (Ö3 Austria Top 40)                 | 27         |
| Бельгия/Фландрия (Ultratop 50)              | 12         |
| Бельгия/Валлония (Ultratop 50)              | 13         |
| Brazil Airplay (Crowley Broadcast Analysis) | 4          |
| Канада (Billboard Canadian Hot 100)         | 3          |
| Чехия (Rádio — Top 100)                     | 20         |
| Дания (Tracklisten)                         | 13         |
| Европа (Billboard European Hot 100 Singles) | 2          |
| Франция (SNEP)                              | 1          |
| Германия (GfK)                              | 22         |
| Венгрия (Single Top 40)                     | 9          |
| Ирландия (IRMA)                             | 7          |
| Израиль (Media Forest)                      | 5          |
| Япония (Billboard Japan Hot 100)            | 2          |
| Нидерланды (Dutch Top 40)                   | 23         |
| Новая Зеландия (Recorded Music NZ)          | 4          |
| Норвегия (VG-lista)                         | 3          |
| Шотландия (OCC Scotland)                    | 1          |
| Словакия (Rádio — Top 100)                  | 10         |
| Испания (PROMUSICAE)                        | 34         |
| Швеция (Sverigetopplistan)                  | 25         |
| Швейцария (Schweizer Hitparade)             | 25         |
| Великобритания (OCC UK Singles)             | 3          |
| Великобритания (OCC UK Hip Hop/R&B)         | 2          |
| США (Billboard Hot 100)                     | 5          |
| США (Billboard Dance/Mix Show Airplay)      | 24         |
| США (Billboard Hot R&B/Hip-Hop Songs)       | 96         |
| США (Billboard Latin Pop Airplay)           | 31         |
| США (Billboard Pop Airplay)                 | 16         |
| США (Billboard Rhythmic)                    | 11         |

| Регион | Сертификация   | Продажи   |
| --- | -------------- | --------- |
| Австралия (ARIA) | 4× Платиновый  | 280 000   |
| Бельгия (BEA) | Золотой        | 15 000*   |
| Канада (Music Canada) | 2× Платиновый  | 160 000*  |
| Дания (IFPI Danmark) | Платиновый     | 90 000    |
| Германия (BVMI) | Золотой        | 150 000   |
| Италия (FIMI) | Золотой        | 35 000    |
| Япония (RIAJ) · PC download | Золотой        | 100 000*  |
| Япония (RIAJ) · Full-length ringtone | Золотой        | 100 000*  |
| Новая Зеландия (RMNZ) | Платиновый     | 15 000*   |
| Норвегия (IFPI Norway) | 3× Платиновый  | 30 000*   |
| Великобритания (BPI) | 2× Платиновый  | 1 200 000 |
| США (RIAA) | 12× Платиновый | 3,900,000 |
| Стриминг |                |           |
| Дания (IFPI Danmark) | Золотой        | 900 000   |
| * Данные о продажах приведены только на основе сертификации. · Данные о продажах + прослушиваниях приведены только на основе сертификации. · Данные только о прослушиваниях приведены на основе сертификации. |                |           |

| Чарт (2010)             | Поз. |
| ----------------------- | ---- |
| Франция (SNEP)          | 4    |
| США (Billboard Hot 100) | 44   |